# Faggeto Lario
Faggeto Lario est une commune italienne située dans la province de Côme, en région de Lombardie. Lors du recensement de 2010, elle compte 1 253 habitants.

## Géographie
Les communes limitrophes de Faggeto Lario sont Albavilla, Albese con Cassano, Caglio, Carate Urio, Caslino d'Erba, Erba, Laglio, Nesso, Pognana Lario, Tavernerio et Torno.